# Курдистан (остан)
Курдиста́н (перс. استان کردستان‎; курд. پارێزگای کوردستان) — провинция (остан) на западе Ирана с административным центром в городе Сенендедж.
Площадь провинции — 29 137 км². Охватывает одну треть Иранского (Восточного) Курдистана. Граничит Ираком (Регионом Курдистан) на западе, с провинцией Западный Азербайджан на севере, с провинцией Зенджан на северо-востоке, с провинцией Хамадан на востоке и с провинцией Керманшах на юге.

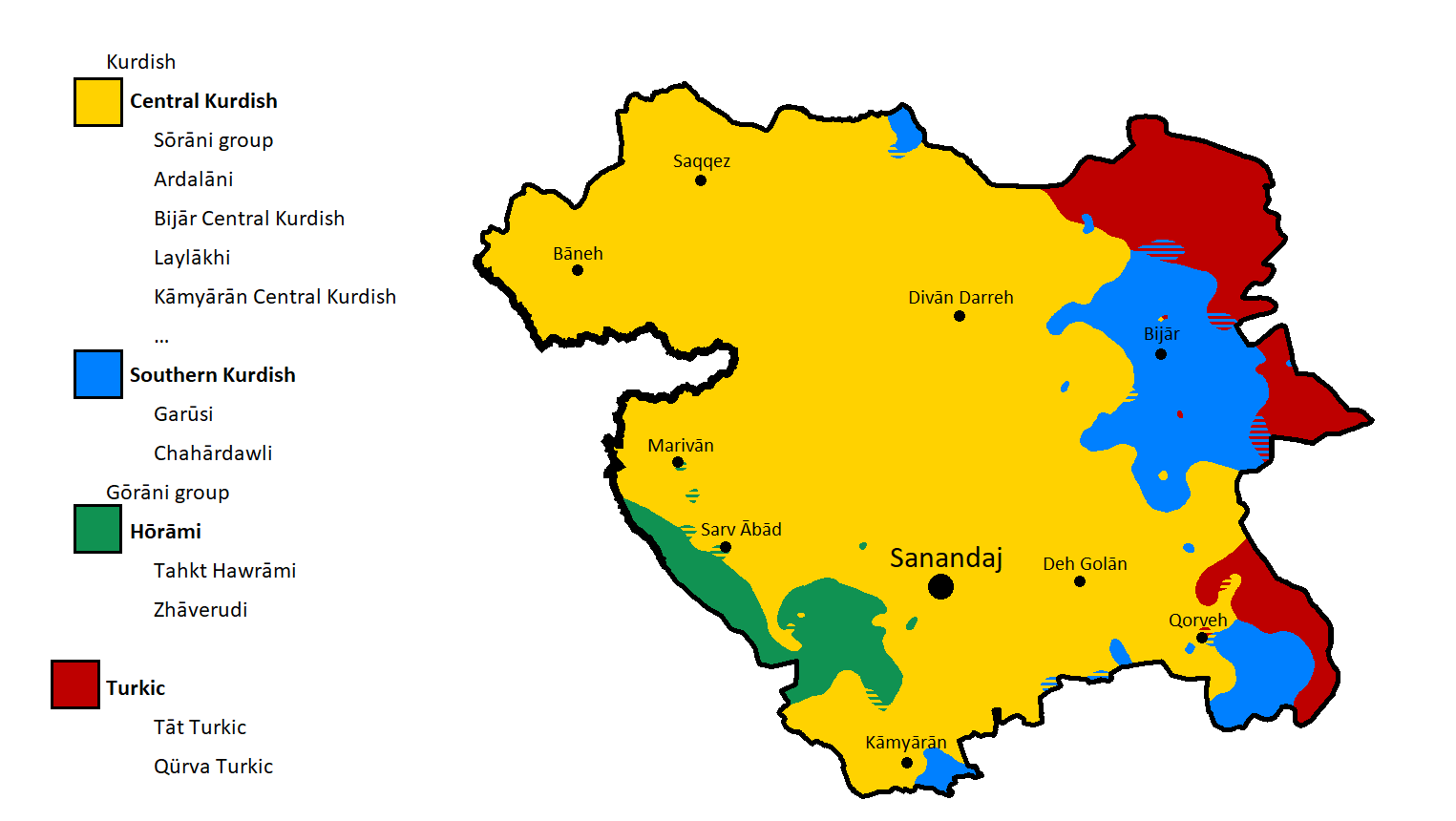
Языковая карта провинции Курдистан

Другие крупные города — Секкез (135 тыс.), Мериван (95 тыс.), Бане (71 тыс.), Корве (67 тыс.), Камьяран (48 тыс.), Биджар (47 тыс.), Дивандарре (23 тыс.), Дехголан (21 тыс.).
В 1938 году 1/3 провинции, включая крупный курдский город Мехабад, были отделены от данной провинции и сегодня являются частью остана Западный Азербайджан.

## Население
Население провинции — 1 804 309 человек (2022 год), в 1996 году оно составляло 1 346 383 человека, из которых 52,42 % составляли городские жители и 47,58 % — селяне. Согласно переписи 2011 года, население увеличилось до 1 493 645 человек, из которых 66 % проживали в городах.
Курды составляют большинство населения (96—98 %), но тюрки (2—4 %) населяют восточные пограничные районы провинции. Большая часть курдского населения говорит на курдском диалекте сорани, но на южнокурдском говорят в восточных частях провинции, в том числе в Биджаре и Дезедже, в то время как горани является основным диалектом во многих деревнях в юго-западной части провинции. Огузские тюркские разновидности встречаются в дальневосточной части провинции, в том числе в городах Дельбаран, Пир-Тадж, Серишабад, Ясуканд и Туп-Агадж. Эти разновидности описаны как отличные от южноазербайджанского, хотя они тесно связаны с ним. Несмотря на то, персидский язык не является основным ни в одном населённом пункте провинции, он всё чаще становится основным языком, особенно среди населения в восточных частях провинции.

## Административное деление
Провинция делится на 10 шахрестанов:
| Шахрестан                   | Население на 2006 г. | Население на 2011 г. | Население на 2016 г. | Население на 2022 г. |
| --------------------------- | -------------------- | -------------------- | -------------------- | -------------------- |
| Сенендедж                   | 417 177              | 450 167              | 501 400              | 558 099              |
| Секкез                      | 208 425              | 210 820              | 226 451              | 252 058              |
| Мериван                     | 153 271              | 168 774              | 195 262              | 217 342              |
| Бане                        | 118 667              | 132 565              | 158 690              | 176 634              |
| Корве                       | 199 622              | 136 961              | 140 192              | 156 045              |
| Камьяран                    | 105 895              | 105 996              | 102 856              | 114 487              |
| Дивандарре                  | 82 741               | 81 963               | 98 040               | 109 126              |
| Биджар                      | 97 913               | 93 714               | 89 162               | 99 244               |
| Дехголан                    | *                    | 62 844               | 64 015               | 71 253               |
| Сервабад                    | 54 832               | 49 841               | 44 940               | 50 021               |
| Общая численность населения | 1 440 156            | 1 492 645            | 1 603 011            | 1 804 309            |

## Экономика
Основные отрасли экономики — сельское хозяйство (пшеница, ячмень, рис, фрукты, сахарная свёкла, хлопок, табак, клубника), пищевая, текстильная, химическая, кожевенная промышленность, деревообработка и металлообработка, торговля, транспорт, туризм. В городе Мериван расположена особая экономическая зона.

## Достопримечательности
В городе Санандаж (Сенендедж) расположены мечеть Хаджар Хатун, Большая мечеть (Дар-аль Эхсан), крепость эпохи Аббасидов, базар эпохи Сефевидов, гора Абидар с красивыми парками, озеро и дамба Вахдат. Возле города Мериван расположены озеро Заривар и горный район Хаураман с многочисленными курдскими деревнями, построенными на крутых склонах (в том числе деревня Хаджидж, в которой хранится древний Коран), и руинами зороастрийских храмов. В городе Корве (Горве) расположены минеральные источники.
В городе Секкез расположена мечеть Доменаре, в окрестностях — пещера Карафту с остатками храма Геракла и настенными росписями эпохи Парфии. В городе Биджар расположены руины древнего Гаруса, базар эпохи Каджаров, в окрестностях — руины крепости Кам Чекай (эпохи Мидии, Ахеменидов и Сасанидов) и гробница Акил эпохи Сельджукидов. Возле города Камьяран расположены скальные клинописные надписи эпохи Ассирии. Также в провинции интересна пещера Зивийе с руинами крепости эпохи Мидии.